# Bernoulli
Bernoulli ist ein Familienname.

## Namensträger
- August Bernoulli (Historiker) (1839–1921), Schweizer Historiker
- August Leonhard Bernoulli (1879–1939), Schweizer Physiker
- Carl Albrecht Bernoulli (1868–1937), Schweizer evangelischer Theologe und Schriftsteller
- Carl Christoph Bernoulli (1861–1923), Schweizer Bibliothekar
- Carl Gustav Bernoulli (1834–1878), Schweizer Arzt, Botaniker, Apotheker, Forschungsreisender und Archäologe
- Christoph Bernoulli (1782–1863), Schweizer Naturforscher und Wirtschaftswissenschaftler
- Christoph Bernoulli (Kunsthändler) (1897–1981), Kunsthändler
- Cornelia Bernoulli (* 1954), Schweizer Schauspielerin
- Daniel Bernoulli (1700–1782), Schweizer Mathematiker und Physiker
- Daniel Bernoulli (Geologe) (* 1936), Schweizer Geologe
- Eduard Bernoulli (1867–1927), Musikwissenschaftler
- Elisabeth Bernoulli (1873–1935), Sozialistin
- Eugen Bernoulli (1882–1983), Schweizer Pharmakologe, Allgemeinmediziner
- Eva Bernoulli (1903–1995), Schweizer Logopädin und Pädagogin
- Hans Bernoulli (1876–1959), Schweizer Architekt
- Jakob I Bernoulli (1655–1705), Schweizer Physiker und Mathematiker
- Jakob II Bernoulli (1759–1789), Schweizer Physiker und Mathematiker
- Johann I Bernoulli (1667–1748), Schweizer Mathematiker
- Johann II Bernoulli (1710–1790), Schweizer Mathematiker
- Johann III Bernoulli (1744–1807), Schweizer Astronom und Mathematiker
- Johann Jakob Bernoulli (1831–1913), Schweizer Archäologe
- Linus Bernoulli (* 1983), Schweizer Hornist
- Lucas Bernoulli (1907–1976), Schweizer Architekt und Politiker
- Mia Hesse-Bernoulli (1868–1963), erste Berufsfotografin in der Schweiz und Ehefrau von Hermann Hesse
- Niklaus Bernoulli (1623–1708), Schweizer Gewürzhändler
- Nikolaus I Bernoulli (1687–1759), Schweizer Mathematiker
- Nikolaus II Bernoulli (1695–1726), Schweizer Mathematiker und Jurist
- Rudolf Bernoulli (1880–1948), Schweizer Kunsthistoriker
- Wilhelm Bernoulli (1869–1909), Schweizer Architekt

### Begriffe
- Bernoulli-Dreieck
- Bernoulli-Gleichung
- Bernoulli-Prozess
- Bernoulli-Verteilung
- Bernoulli-Zahl
- Bernoullische Annahmen
- Bernoullische Differentialgleichung
- Bernoullische Ungleichung